# Walle Nauta
Walle Jetze Harinx Nauta (Medan, 8 juni 1916 – Cambridge (Massachusetts), 24 maart 1994) was een Nederlands-Amerikaanse neurofysioloog en een autoriteit op het gebied van de anatomie van de hersenen.

## Biografie
De in het toenmalige Nederlands-Indië geboren Nauta kwam naar Nederland om er de Leidse HBS te doorlopen. Van 1934 tot 1941 studeerde hij geneeskunde aan de Universiteit Leiden. In 1942 behaalde hij er zijn doctoraal en in 1945 promoveerde hij aan de Universiteit Utrecht op het proefschrift met de titel: "Een experimenteel onderzoek naar de betekening van de hypothalamus voor de regulatie van de slaap". 
Zowel gedurende zijn promotieonderzoek als daarna doceerde Nauta aan de Universiteit van Utrecht (1941-46) en die van Leiden (1946-47) voordat hij naar Zwitserland ging. Van 1947 tot 1951 was hij docent aan de Universiteit Zürich. Aansluitend ging hij naar de Verenigde Staten waar hij tot 1964 onderzoek deed aan het Walter Reed Army Institute of Research in Washington D.C. Van 1955 tot 1964 was hij daarnaast hoogleraar anatomie aan de Universiteit van Maryland School of Medicine en van 1964 tot 1986 aan de faculteit fysiologie van het Massachusetts Institute of Technology (MIT). In 1986 ging hij met emeritaat.

## Werk
Nauta was een van de grondleggers op het gebied van de moderne neurowetenschap, met name de ontrafeling van de structuur en de verbindingen in de hersenen. In de jaren vijftig van de twintigste eeuw ontwikkelde hij technieken die medische wetenschappers in staat stelden om in de hersenen verbindingen tussen neuronen te traceren. Niet alleen hij, maar ook andere onderzoekers, pasten zijn techniek toe om de systemen van de voorhersenen in kaart te brengen, vooral die van het limbische systeem en het corpus striatum. Met de door hem ontwikkelde nautazilverimpregnatietechniek kan degeneratie van zenuwvezels opgespoord worden.